# Giorgio Rocca
Giorgio Rocca (* 6. August 1975 in Chur) ist ein ehemaliger italienischer Skirennläufer. Er wuchs in Livigno (Provinz Sondrio) auf und lebt noch heute dort. Seine Spezialdisziplin war der Slalom.

## Biografie
Rocca debütierte auf internationaler Ebene als 17-Jähriger bei den Juniorenweltmeisterschaften 1993 in Colere. Erstmals machte er bei den Weltmeisterschaften 1999 in Vail auf sich aufmerksam, als er die Podestplätze im Slalom nur um wenige Hundertstelsekunden verpasste und auf den vierten Platz fuhr.
Bei den Weltmeisterschaften 2003 in St. Moritz gewann er hinter Ivica Kostelić und Silvan Zurbriggen die Bronzemedaille im Slalom. Bei den Weltmeisterschaften 2005 in Bormio (das nur wenige Kilometer von seinem Wohnort entfernt ist) kamen nochmals zwei Bronzemedaillen hinzu, in der Kombination (hinter Benjamin Raich und Aksel Lund Svindal) und im Slalom (hinter Benjamin Raich und Rainer Schönfelder).
Rocca konnte elf Weltcuprennen (alles Slalomwettbewerbe) gewinnen. In der Saison 2005/06 gewann er fünf Rennen in Folge in der Disziplin Slalom und sicherte sich trotz einer unterdurchschnittlichen zweiten Saisonhälfte den ersten Platz in der Disziplinenwertung. Während der Eröffnungsfeier der Olympischen Winterspiele 2006 in Turin sprach Rocca den olympischen Eid. Er galt als großer Favorit für den Slalom, schied aber bereits im ersten Lauf aus. Die Jahre danach waren für seine Verhältnisse eher mager, trotzdem konnte er sich konstant in der ersten Gruppe im Slalom behaupten. Am 17. Februar 2007 beendete er die Saison vorzeitig, um sich am rechten Knie operieren zu lassen. In dieser Saison stand er lediglich beim ersten Slalom am 12. November 2006 im finnischen Levi auf einem Podestplatz.
Am 8. Januar 2010 beendete er seine Karriere, nachdem er sich im Training in Domobianca eine Leistenverletzung zugezogen hatte und für die Olympischen Winterspiele 2010 ausfiel. Im November 2012 nahm Rocca an der ersten Staffel der Reality-Show Pechino Express teil.
Roccas Mutter ist Schweizerin und stammt aus dem Unterengadiner Dorf Scuol. Aus diesem Grund spricht er neben Italienisch auch Rätoromanisch und Deutsch.

## Erfolge

### Olympische Spiele
- Salt Lake City 2002: 26. Riesenslalom
- Turin 2006: 5. Kombination

### Weltmeisterschaften
- Vail/Beaver Creek 1999: 4. Slalom, 11. Riesenslalom
- St. Anton 2001: 15. Slalom
- St. Moritz 2003: 3. Slalom, 8. Kombination
- Bormio 2005: 3. Slalom, 3. Kombination

### Weltcupwertungen
Giorgio Rocca gewann einmal die Disziplinenwertung im Slalom.
| Saison  | Gesamt | Gesamt | Riesenslalom | Riesenslalom | Slalom | Slalom | Kombination | Kombination |
| Saison  | Platz  | Punkte | Platz        | Punkte       | Platz  | Punkte | Platz       | Punkte      |
| ------- | ------ | ------ | ------------ | ------------ | ------ | ------ | ----------- | ----------- |
| 1996/97 | 126.   | 8      | –            | –            | 54.    | 8      | –           | –           |
| 1997/98 | 133.   | 5      | 51.          | 5            | –      | –      | –           | –           |
| 1998/99 | 28.    | 269    | 17.          | 114          | 13.    | 155    | –           | –           |
| 1999/00 | 64.    | 99     | 37.          | 29           | 33.    | 70     | –           | –           |
| 2000/01 | 79.    | 58     | –            | –            | 29.    | 58     | –           | –           |
| 2001/02 | 30.    | 286    | –            | –            | 7.     | 286    | –           | –           |
| 2002/03 | 21.    | 438    | –            | –            | 4.     | 438    | –           | –           |
| 2003/04 | 17.    | 452    | 38.          | 23           | 4.     | 429    | –           | –           |
| 2004/05 | 18.    | 402    | 50.          | 12           | 4.     | 390    | –           | –           |
| 2005/06 | 13.    | 597    | 29.          | 50           | 1.     | 547    | –           | –           |
| 2006/07 | 37.    | 244    | 34.          | 20           | 11.    | 213    | 39.         | 11          |
| 2007/08 | 47.    | 196    | –            | –            | 13.    | 196    | –           | –           |
| 2008/09 | 38.    | 210    | –            | –            | 12.    | 210    | –           | –           |
| 2009/10 | 80.    | 64     | –            | –            | 26.    | 64     | –           | –           |

### Weltcupsiege
22 Podestplätze, davon 11 Siege:
| Datum             | Ort                  | Land       | Disziplin |
| ----------------- | -------------------- | ---------- | --------- |
| 19. Januar 2003   | Wengen               | Schweiz    | Slalom    |
| 16. März 2003     | Lillehammer          | Norwegen   | Slalom    |
| 11. Januar 2004   | Chamonix             | Frankreich | Slalom    |
| 22. Dezember 2004 | Flachau              | Österreich | Slalom    |
| 9. Januar 2005    | Chamonix             | Frankreich | Slalom    |
| 27. Februar 2005  | Kranjska Gora        | Slowenien  | Slalom    |
| 4. Dezember 2005  | Beaver Creek         | USA        | Slalom    |
| 12. Dezember 2005 | Madonna di Campiglio | Italien    | Slalom    |
| 22. Dezember 2005 | Kranjska Gora        | Slowenien  | Slalom    |
| 8. Januar 2006    | Adelboden            | Schweiz    | Slalom    |
| 15. Januar 2006   | Wengen               | Schweiz    | Slalom    |

### Kontinentalcups
- 2 Podestplätze im Europacup
- 3 Podestplätze im Nor-Am Cup, davon 1 Sieg

### Junioren-Weltmeisterschaften
- Monte Campione 1993: 6. Slalom
- Lake Placid 1994: 3. Kombination, 9. Slalom, 9. Abfahrt, 18. Riesenslalom, 33. Super-G

### Weitere Erfolge
- 1 italienischer Meistertitel (Slalom 2005)
- 6 Siege in FIS-Rennen